# Vadim Charifianov
Vadim Rimovitch Charifianov - en russe : Вадим Римович Шарифьянов (Vadim Rimovič Šarif’ânov) et en anglais : Vadim Sharifijanov (né le 23 décembre 1975 à Oufa en URSS) est un joueur professionnel russe de hockey sur glace.

## Carrière
En 1992, il commence sa carrière avec le Salavat Ioulaïev Oufa en Superliga. Il a été choisi au premier tour en 25e position par les Devils du New Jersey lors du repêchage d'entrée dans la Ligue nationale de hockey en 1994. Il part alors en Amérique du Nord et porte les couleurs des River Rats d'Albany club-école des Devils. En 1996, il joue ses deux premiers matchs avec les Devils. Il est échangé aux Canucks de Vancouver. Quand il retourne en Superliga en 2001, il a joué 96 parties dans la LNH avec New Jersey et Vancouver. En 2004, il signe au IFK Arboga en Allsvenskan nord mais quitte le club avec sept parties. Avec son compatriote Andreï Kozyrev, il signe aux Rapaces de Gap dans la Ligue Magnus. Depuis 2005, il évolue dans la Vyschaïa Liga, le second échelon russe.

## Carrière internationale
Il a représenté la Russie en sélection jeune de 1992 à 1995.

## Statistiques

### En club
| Saison     | Équipe                           | Ligue            |    | Saison régulière | Saison régulière | Saison régulière | Saison régulière | Saison régulière |    | Séries éliminatoires | Séries éliminatoires | Séries éliminatoires | Séries éliminatoires | Séries éliminatoires |
| Saison     | Équipe                           | Ligue            | PJ | B                | A                | Pts              | Pun              | PJ               | B  | A                    | Pts                  | Pun                  |                      |                      |
| 1992-1993  | Salavat Ioulaïev Oufa            | Superliga        | 37 | 6                | 4                | 10               | 16               |                  |    |                      |                      |                      |                      |                      |
| 1993-1994  | Salavat Ioulaïev Oufa            | Superliga        | 46 | 10               | 6                | 16               | 36               |                  |    |                      |                      |                      |                      |                      |
| 1994-1995  | HK CSKA Moscou                   | Superliga        | 34 | 7                | 3                | 10               | 26               | --               | -- | --                   | --                   | --                   |                      |                      |
| 1994-1995  | River Rats d'Albany              | LAH              | 1  | 1                | 1                | 2                | 0                | 9                | 3  | 3                    | 6                    | 10                   |                      |                      |
| 1995-1996  | River Rats d'Albany              | LAH              | 69 | 14               | 28               | 42               | 28               | --               | -- | --                   | --                   | --                   |                      |                      |
| 1996-1997  | River Rats d'Albany              | LAH              | 70 | 14               | 27               | 41               | 89               | 10               | 3  | 3                    | 6                    | 6                    |                      |                      |
| 1996-1997  | Devils du New Jersey             | LNH              | 2  | 0                | 0                | 0                | 0                | --               | -- | --                   | --                   | --                   |                      |                      |
| 1997-1998  | River Rats d'Albany              | LAH              | 72 | 23               | 27               | 50               | 69               | 12               | 4  | 9                    | 13                   | 6                    |                      |                      |
| 1998-1999  | Devils du New Jersey             | LNH              | 53 | 11               | 16               | 27               | 28               | 4                | 0  | 0                    | 0                    | 0                    |                      |                      |
| 1998-1999  | River Rats d'Albany              | LAH              | 2  | 1                | 1                | 2                | 0                | --               | -- | --                   | --                   | --                   |                      |                      |
| 1999-2000  | Devils du New Jersey             | LNH              | 20 | 3                | 4                | 7                | 8                | --               | -- | --                   | --                   | --                   |                      |                      |
| 1999-2000  | Canucks de Vancouver             | LNH              | 17 | 2                | 1                | 3                | 14               | --               | -- | --                   | --                   | --                   |                      |                      |
| 2000-2001  | Blades de Kansas City            | LIH              | 70 | 20               | 43               | 63               | 48               | --               | -- | --                   | --                   | --                   |                      |                      |
| 2001-2002  | Lada Togliatti                   | Superliga        | 4  | 0                | 0                | 0                | 12               |                  |    |                      |                      |                      |                      |                      |
| 2001-2002  | Severstal Tcherepovets           | Superliga        | 25 | 9                | 3                | 12               | 2                |                  |    |                      |                      |                      |                      |                      |
| 2002-2003  | Spartak Moscou                   | Superliga        | 23 | 2                | 2                | 4                | 12               | --               | -- | --                   | --                   | --                   |                      |                      |
| 2002-2003  | Krylia Sovetov                   | Superliga        | 16 | 5                | 3                | 8                | 34               | --               | -- | --                   | --                   | --                   |                      |                      |
| 2003-2004  | Metallourg Novokouznetsk         | Superliga        | 7  | 0                | 1                | 1                | 6                | --               | -- | --                   | --                   | --                   |                      |                      |
| 2003-2004  | SKA Saint-Pétersbourg            | Superliga        | 20 | 2                | 2                | 4                | 20               | --               | -- | --                   | --                   | --                   |                      |                      |
| 2004-2005  | IFK Arboga                       | Allsvenskan nord | 7  | 0                | 3                | 3                | 0                |                  |    |                      |                      |                      |                      |                      |
| 2004-2005  | Gap                              | Ligue Magnus     | 15 | 2                | 7                | 9                | 12               | 4                | 2  | 3                    | 5                    | 12                   |                      |                      |
| 2005-2006  | Spoutnik Nijni Taguil            | Vyschaïa Liga    | 47 | 8                | 15               | 23               | 78               | 5                | 0  | 1                    | 1                    | 2                    |                      |                      |
| 2006-2007  | Spoutnik Nijni Taguil            | Vyschaïa Liga    | 54 | 11               | 24               | 35               | 48               | 4                | 0  | 2                    | 2                    | 2                    |                      |                      |
| 2007-2008  | Toros Neftekamsk                 | Vyschaïa Liga    | 45 | 12               | 23               | 35               | 30               | 4                | 2  | 0                    | 2                    | 2                    |                      |                      |
| 2008-2009  | Toros Neftekamsk                 | Vyschaïa Liga    | 36 | 11               | 12               | 23               | 46               |                  |    |                      |                      |                      |                      |                      |
| 2009-2010  | HK Rys                           | Vyschaïa Liga    | 23 | 4                | 10               | 14               | 22               |                  |    |                      |                      |                      |                      |                      |
| 2009-2010  | Kazzinc-Torpedo Oust-Kamenogorsk | Vyschaïa Liga    | 4  | 0                | 1                | 1                | 2                | 7                | 0  | 2                    | 2                    | 6                    |                      |                      |
| 2009-2010  | Irtych Pavlodar                  | Kazakhstan       | 9  | 0                | 2                | 2                | 4                |                  |    |                      |                      |                      |                      |                      |
| Totaux LNH | Totaux LNH                       | Totaux LNH       | 92 | 16               | 21               | 37               | 50               | 4                | 0  | 0                    | 0                    | 0                    |                      |                      |

### En équipe nationale
| Année | Compétition                 | PJ | B | A | +/- | PTS | PUN | Résultat |
| ----- | --------------------------- | -- | - | - | --- | --- | --- | -------- |
| 1994  | Championnat d'Europe junior | 6  | 8 | 1 | 9   |     | 8   |          |
| 1995  | Championnat d'Europe junior | 6  | 3 | 5 | 8   |     | 6   |          |
| 1994  | Championnat du monde junior | 7  | 2 | 2 | 4   |     | 10  |          |
| 1995  | Championnat du monde junior | 7  | 4 | 6 | 10  |     | 6   |          |

## Parenté dans le sport
Son frère Maksim est également professionnel.